# Aberto de Gibraltar de Snooker
O Gibraltar Open ou Aberto de Gibraltar  é um torneio profissional de snooker. O evento foi criado em 2015, desde sua primeira edição vem sendo disputado em Gibraltar, e faz parte do calendário do ranking mundial da categoria. É um torneio do tipo Pro–Am, o que significa que, além de jogadores profissionais, amadores também podem participar. O atual campeão do torneio é o inglês Stuart Bingham.

## História
Gibraltar organizou seu primeiro torneio profissional de snooker em 2015, no Tercentenary Sports Hall. A edição inaugural fazia parte do Players Tour Championship, uma série de seis torneios no continente europeu, e foi vencido por Marco Fu de Hong Kong. Em 2017, o Gibraltar Open foi conquistado pelo inglês Shaun Murphy, vencendo seu compatriota Judd Trump por 4–2 na final. O galês Ryan Day levou o título em 2018 ao vencer o chinês Cao Yupeng por 4–0 na final. O inglês Stuart Bingham ganhou seu primeiro título do ranking mundial na edição de 2019, vencendo o galês Ryan Day por 4–1 na final.

## Premiação
Atualmente, a premiação total do evento é de 251 mil libras esterlinas, divididos da seguinte forma:
| Posição                                | Prêmio                    |
| -------------------------------------- | ------------------------- |
| Campeão                                | 050 000 libras esterlinas |
| Vice-campeão                           | 020 000 libras esterlinas |
| 3–4 (perdedores das semifinais)        | 006 000 libras esterlinas |
| 5–8 (perdedores das quartas de final)  | 005 000 libras esterlinas |
| 9–16 (perdedores das oitavas de final) | 004 000 libras esterlinas |
| 17–32 (últimos 32)                     | 005 000 libras esterlinas |
| 33–64 (últimos 64)                     | 002 000 libras esterlinas |
| Maior break                            | 005 000 libras esterlinas |
| Total                                  | 251 000 libras esterlinas |

## Edições
| Ano                                      | Campeão                                  | Vice-campeão                             | Placar                                   | Temporada                                | Ref.                                     |
| Gibraltar Open (evento menor do ranking) | Gibraltar Open (evento menor do ranking) | Gibraltar Open (evento menor do ranking) | Gibraltar Open (evento menor do ranking) | Gibraltar Open (evento menor do ranking) | Gibraltar Open (evento menor do ranking) |
| ---------------------------------------- | ---------------------------------------- | ---------------------------------------- | ---------------------------------------- | ---------------------------------------- | ---------------------------------------- |
| 2015                                     | Marco Fu                                 | Michael White                            | 4–1                                      | 2015–16                                  | [ 5 ]                                    |
| Gibraltar Open (ranking)                 |                                          |                                          |                                          |                                          |                                          |
| 2017                                     | Shaun Murphy                             | Judd Trump                               | 4–2                                      | 2016–17                                  | [ 6 ]                                    |
| 2018                                     | Ryan Day                                 | Cao Yupeng                               | 4–0                                      | 2017–18                                  | [ 7 ]                                    |
| 2019                                     | Stuart Bingham                           | Ryan Day                                 | 4–1                                      | 2018–19                                  | [ 8 ]                                    |

### Títulos por jogador
| Jogador        | Título(s) | Vice(s) | Ano(s) do(s) título(s) | Ano(s) do(s) vice(s) |
| -------------- | --------- | ------- | ---------------------- | -------------------- |
| Ryan Day       | 1         | 1       | 2018                   | 2019                 |
| Marco Fu       | 1         | 0       | 2015                   |                      |
| Shaun Murphy   | 1         | 0       | 2017                   |                      |
| Stuart Bingham | 1         | 0       | 2019                   |                      |
| Michael White  | 0         | 1       |                        | 2015                 |
| Judd Trump     | 0         | 1       |                        | 2017                 |
| Cao Yupeng     | 0         | 1       |                        | 2018                 |

### Títulos por país
| País          | Título(s) | Vice(s) | Jogador(es) campeão(ões)     |
| ------------- | --------- | ------- | ---------------------------- |
| Inglaterra    | 2         | 1       | Shaun Murphy, Stuart Bingham |
| País de Gales | 1         | 2       | Ryan Day                     |
| Hong Kong     | 1         | 0       | Marco Fu                     |
| China         | 0         | 1       |                              |